# José Ricardo Arques Álvarez
José Ricardo Arques Álvarez   (Santoña, 27 de setembre de 1959 - Santander, 30 de maig de 2024), conegut com a Ricardo Arques, va ser un periodista espanyol que va elaborar les recerques periodístiques que van donar a conèixer el cas GAL, sobre execucions extrajudicials a Espanya. A la dècada del 2010 era vicepresident editorial de Granasa, que edita els diaris Exprés i Extra, a Equador.
Va definir el «periodisme ben fet» com «una fotografia de la realitat» i el de recerca com «una radiografia». El Club Internacional de Premsa el va distingir el 1988 amb el «Premi a la millor labor informativa de l'any a Espanya» per les seves recerques sobre el cas GAL i el terrorisme d'Estat. També va rebre el «Premi Defensa dels Valors Humans» de la Fundació León Felipe, atorgat en 1996 en reconeixement del valor humà de la seva trajectòria professional. És autor de dos llibres: Amedo, l'Estat contra ETA, best seller a Espanya en 1991 i presentat pel periodista del Watergate, Carl Bernstein; i ETA, la derrota de les armes, presentat pel jutge Baltasar Garzón.